# Panorpa americana
Panorpa americana är en näbbsländeart som beskrevs av Nils Samuel Swederus 1787. Panorpa americana ingår i släktet Panorpa och familjen skorpionsländor. Inga underarter finns listade i Catalogue of Life.